# 约翰·麦圭尔 (弗吉尼亚州政治人物)
约翰·约瑟夫·麦圭尔三世（英語：John Joseph McGuire III，1968年8月24日—）是美国政治人物、商人及前美国海军海豹突击队成员，自2025年起担任弗吉尼亚州第五国会选区联邦众议员。他是共和党人，曾于2024年至2025年间担任弗吉尼亚州参议员，并于2018年至2024年期间担任弗吉尼亚州众议员。
麦圭尔于2017年当选为弗吉尼亚州众议院议员，其选区是原第56选区，该选区包括弗吉尼亚州里士满以北和以西的部分地区。随后他于2023年在重新划分后的参议院第10选区当选。
麦圭尔在2024年选举中成为弗吉尼亚州第五国会选区的共和党候选人，成功击败了现任议员鲍勃·古德获得提名。在最终的投票统计中，麦圭尔以374票的优势战胜古德，选举结果于7月2日得到认证。古德请求重新计票，但最终确认了麦圭尔的胜利。麦圭尔于11月5日战胜了他的民主党对手格洛丽亚·维特。他于2025年1月3日正式就职，接替鲍勃·古德的职位。

## 早年职业生涯
麦圭尔曾担任美国海军海豹突击队成员。在经历了一次严重的蹦床事故后，他克服了重伤，并创办了一个名为“海豹团队体能训练”的健身公司，该公司已被弗吉尼亚联邦大学的体育团队所采纳。

## 政治生涯
在2017年，麦圭尔竞选了弗吉尼亚州众议院第56选区议员，该选区当时的议员是即将退休的共和党人彼得·法雷尔。他在接受《里士满时报-新聞報道》的采访时表示，他参选的主要动机是“希望在弗吉尼亚州促进商业发展，并继续为退伍军人和执法人员提供支持。”
麦圭尔在2017年6月的共和党初选中以31%的得票率胜出，击败了其他五名候选人。在此次决选中，尽管面临筹款劣势且民主党在2017年弗吉尼亚州取得显著胜利以及希拉里·克林顿2016年在该选区取胜，麦圭尔还是以60%对40%的得票率战胜了医疗保健顾问梅利萨·达特。
麦圭尔在担任议员的前两年，议会中共和党占据微弱多数。他提出的将退伍军人身份证明纳入弗吉尼亚州驾驶执照的法案获得批准并签署通过。在2019年竞选连任时，麦圭尔将“在不增加税收的情况下为教师提供5%的薪资增长，同时实现预算平衡”视为他前两年的主要立法成就，并将“就业、阿片类药物危机和教育”列为下届议会面临的三大重要议题。
在2019年10月，麦圭尔在竞选连任期间未能明确承诺完成其第二个任期，回应了外界对其可能竞选国会的广泛猜测。成功连任后，麦圭尔于11月宣布参选美国国会弗吉尼亚州第七国会选区。在一场竞争激烈的初选中，麦圭尔败给了州众议员尼克·弗雷塔斯，此人在2020年决选中以微弱差距输给了阿比盖尔·斯潘伯格。
麦圭尔公开反对弗吉尼亚州对平等权利修正案的批准，指出该修正案已错过了批准的最后期限。
麦圭尔在2020年间参加了在弗吉尼亚州举行的“停止窃选”集会。他声称新冠疫情是一个旨在改变投票法并操控2020年总统选举的“计划疫情”。麦圭尔承认参加了2021年1月6日在华盛顿特区举行的挺唐纳德·特朗普总统集会，但否认参与了随后的美国国会大厦袭击事件。
麦圭尔宣布将参加2024年美国国会选举，此举是受到前众议院议长凯文·麦卡锡盟友的邀请，旨在挑战现任议员鲍勃·古德。《政客》将此行动视为对投票罢免麦卡锡者的“报复”。麦圭尔获得了多位国会议员及前总统唐纳德·特朗普的支持。最终，麦圭尔以370票的微弱优势战胜了现任议员古德。

## 个人生活
麦圭尔是一名浸信会教徒。他与妻子特雷西（房地产经纪人）育有五名子女。麦圭尔曾居住在里士满，现已迁居古奇兰。

## 选举记录
| 党派 | 党派   | 候选人                     | 得票数 | 百分比 |
| ---- | ------ | -------------------------- | ------ | ------ |
|      | 共和党 | 约翰·麦圭尔三世            | 2,732  | 30.9%  |
|      | 共和党 | 格雷文·温斯洛·克雷格       | 2,070  | 23.4%  |
|      | 共和党 | 马特·克莱·平斯克尔         | 2,008  | 22.7%  |
|      | 共和党 | 乔治·斯威夫顿·古德温三世   | 995    | 11.3%  |
|      | 共和党 | 苏里亚·普拉卡什·达卡尔     | 952    | 10.8%  |
|      | 共和党 | 约翰·弗朗西斯·普伦德加斯特 | 73     | 0.8%   |
| 合计 | 合计   | 合计                       | 8,830  | 100.0% |

| 党派 | 党派               | 候选人             | 得票数 | 百分比 |
| ---- | ------------------ | ------------------ | ------ | ------ |
|      | 共和党             | 约翰·麦圭尔三世    | 18,792 | 59.5%  |
|      | 民主党             | 梅丽萨·米肖内·达特 | 12,761 | 40.4%  |
|      | 海选票             | 海选票             | 44     | 0.1%   |
| 合计 | 合计               | 合计               | 31,597 | 100.0% |
|      | 共和党保持既有席位 |                    |        |        |

| 党派 | 党派               | 候选人                  | 得票数 | 百分比 |
| ---- | ------------------ | ----------------------- | ------ | ------ |
|      | 共和党             | 约翰·麦圭尔三世（现任） | 20,250 | 61.0%  |
|      | 民主党             | 朱厄妮塔·琼·马特金斯    | 12,929 | 38.9%  |
|      | 海选票             | 海选票                  | 36     | 0.1%   |
| 合计 | 合计               | 合计                    | 33,215 | 100.0% |
|      | 共和党保持既有席位 |                         |        |        |

| 党派 | 党派               | 候选人                   | 得票数 | 百分比 |
| ---- | ------------------ | ------------------------ | ------ | ------ |
|      | 共和党             | 约翰·麦圭尔三世（现任）  | 27,706 | 61.6%  |
|      | 民主党             | 布莱克利·凯瑟琳·洛克哈特 | 17,187 | 38.2%  |
|      | 海选票             | 海选票                   | 65     | 0.1%   |
| 合计 | 合计               | 合计                     | 44,958 | 100.0% |
|      | 共和党保持既有席位 |                          |        |        |

| 党派 | 党派                 | 候选人          | 得票数 | 百分比 |
| ---- | -------------------- | --------------- | ------ | ------ |
|      | 共和党               | 约翰·麦圭尔三世 | 59,013 | 91.16% |
|      | 海选票               | 海选票          | 5,721  | 8.84%  |
| 合计 | 合计                 | 合计            | 64,734 | 100.0% |
|      | 共和黨胜出（新议席） |                 |        |        |

| 党派 | 党派   | 候选人            | 得票数 | 百分比 |
| ---- | ------ | ----------------- | ------ | ------ |
|      | 共和党 | 约翰·麦圭尔三世   | 31,583 | 50.3%  |
|      | 共和党 | 鲍勃·古德（现任） | 31,209 | 49.7%  |
| 合计 | 合计   | 合计              | 62,972 | 100.0% |

| 党派 | 党派               | 候选人          | 得票数  | 百分比 |
| ---- | ------------------ | --------------- | ------- | ------ |
|      | 共和党             | 约翰·麦圭尔三世 | 249,564 | 57.3   |
|      | 民主党             | 格洛丽亚·维特   | 184,229 | 42.3   |
|      | 海选票             | 海选票          | 2,046   | 0.5    |
| 合计 | 合计               | 合计            | 435,839 | 100.0  |
|      | 共和党保持既有席位 |                 |         |        |